# Fridrihs Ukstiņš
Fridrihs Ukstiņš (1895, data de morte desconhecida) foi um ciclista letão que participava em competições de ciclismo de pista. Representou seu país, Letônia, disputando as Olimpíadas de Paris 1924 e Amsterdã 1928.